# プチ☆ぷち
プチ☆ぷち（ぷちぷち）は、かつて放送されていたラジオ番組『ESアワー ラジヲのおじかん』内のコーナー番組であった「夜はぷちぷちへなちょこラジオ」のパーソナリティを務めていた声優5人による声優ユニットである。
パーソナリティの5人は『センチメンタルグラフティ』のユニットであるSGガールズの中で「うさぎ組」と呼ばれていた6人のうち岡田純子を除く5人だった。このユニットが結成された当時は5人が青二プロダクションの所属であり、岡田は他社に所属していた。また、岡田はこの時期、結婚に伴って休業中だった。そのような諸般の事情により、岡田を除く5人で結成されたという経緯がある。何枚かCDも出している。

## メンバー
生年月日順に記載
- 岡本麻見 - まみな役　（麻見（あさみ）からの捩りで、「麻」を音読みに変音し、末尾に「な」を付けたもの）
- 鈴木麗子 - うらん役　（麗子（うららこ）からの捩りで、元は鈴木の渾名の内の一つ）
- 今野宏美 - ひかる役　（宏美（ひろみ）からの捩り）
- 牧島有希 - ゆきな役　（有希（ゆき）からの捩りで、末尾に「な」を付けたもの）
- 西口有香 - ありか役　（有香（ゆか）からの捩りで、「有」を訓読みに変音）

## 備考
- 番組内ではショートドラマがあり、キャラクターは役を担当した各声優の名前を捩った役名である。
- リーダー制度は無く、特に誰がリーダーだという取り決めは無い。
- 末尾に「な」が付くまみなとゆきなは姉妹という設定である。

## ディスコグラフィ

### 
| 発売日       | 商品名  | 歌        | 楽曲               | 備考                                          |
| ------------ | ------- | --------- | ------------------ | --------------------------------------------- |
| 2001年3月7日 | VINTAGE | プチ☆ぷち | 「めざせ一等賞！」 | ラジオ番組『ESアワー ラジヲのおじかん』関連曲 |

## 関連人物
- 豊嶋真千子
- 有島モユ
- 岡田純子